# Мефодий (Маринаке)
Епи́скоп Мефо́дий (рум. Episcop Meftodie; 1913, Нямц — 25 июля 1977, Слэтьоарский монастырь, Сучава) — архиерей Православной старостильной церкви Румынии, епископ Нямецкий (1956—1977), викарий предстоятеля.

## Биография
Родился в 1913 году в деревне в жудеце Нямц.
В 1932 году вместе со своим младшим братом (будущим архимандритом Нифоном (Маринаке), род. 1916) поступили в братию Кэлэрашской пустыни в жудеце Яломица, став учениками старца архимандрита Геронтия (Ионеску), ранее бывшего в клире Томисской епископии. В 1936 году скит был закрыт властями.
В 1945 году, по окончании Второй мировой войны, два брата построили дом в горах Вранча в 30 км от города Панчу, учредив малое братство. В 1950 году братство подверглось полицейским преследованиям, когда у монахов искали оружие и обвиняли в антикоммунистической пропаганде. В этой связи монахи вынуждены были переселиться в Слэтьоарский монастырь под протекцию иеромонаха Гликерия (Тэнасэ).
В ночь с 14 на 15 февраля 1952 года органы безопасности жудецов Сучава, Нямц, Бакэу и Вранча организовали одновременную акцию по аресту наиболее влиятельных в руководстве Православной старостильной церкви Румынии священнослужителей и монахов. Церковная штаб-квартира в Тыргу-Нямц была разгромлена, документы и архив изъяты.
В августе 1956 года митрополит Галактион (Кордун) рукоположил его во епископа Нямецкого, викария предстоятеля.
Скончался 25 июля 1977 года в Слэтьоарском монастыре и был похоронен рядом с монастырской церковью.